# Archytas giacomellii
Archytas giacomellii là một loài ruồi trong họ Tachinidae.